# Michael Radtke
Michael Radtke (* 24. Dezember 1946 in Bad Bramstedt) ist ein deutscher Journalist, Schriftsteller und Drehbuchautor. 

## Leben und Wirken
Nach dem Studium der Germanistik und Theaterwissenschaften an der Universität Köln war Radtke unter anderem Redakteur beim Stern, Ressortleiter bei der Neuen Presse, Geschäftsführer bei der Hamburger Verlagsgruppe Milchstraße, Chefredakteur bei der Fachzeitschrift Neue Medien, beim Spandauer Volksblatt sowie bei der Münchner Abendzeitung bis Oktober 2007. 
Radtke schrieb unter anderem für Terra X. Er befasste sich intensiv mit dem Medienimperium von Leo Kirch; als Chefredakteur der Fachzeitschrift Neue Medien enttarnte er dessen großen Einstieg in die Axel Springer AG.
Von März 2011 bis Dezember 2013 leitete Radtke die Lokalredaktion Schleswig des Schleswig-Holsteinischen Zeitungsverlags. Dann war er in der Pressearbeit der Schleswiger Immobilien-Entwicklungsgesellschaft Team Vivendi tätig.
Michael Radtke ist geschieden und hat einen Sohn.

## Werke
- Ausser Kontrolle. Die Medienmacht des Leo Kirch, 1994, ISBN 3-293-00229-3.
- Zu Gast auf den Gütern. Herrenhäuser in Schleswig-Holstein, 1999, ISBN 3804208517.
- Unter der Wolke des Todes leben. Hannover im Zweiten Weltkrieg, Kabel, Hamburg 1983, ISBN 3-921909-17-1.
- Romantische Reise durch das Jahr. Ein Tagebuch, 1998, ISBN 3891366604.
- Besser Schleswig-Holstein, 2006, ISBN 3938017406.